# 500-km-Rennen von Bridgehampton 1964, 2. Rennen

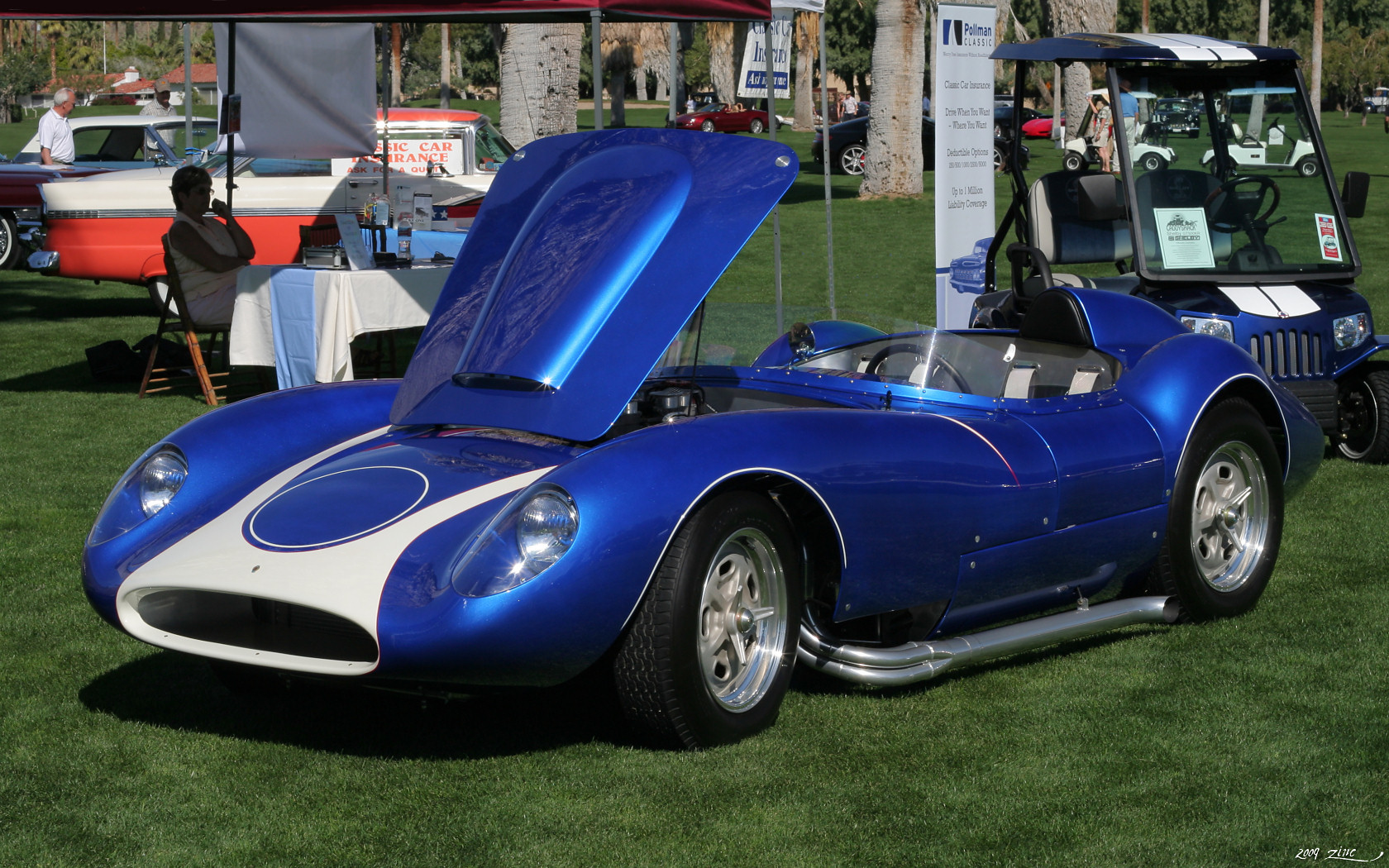
Scarab MK.IV

Das 500-km-Rennen von Bridgehampton, auch Bridgehampton Double 500 (500-Kilometer Race for F.I.A. Grand Touring Category, and for the GT Prototype, SCCA Modified and F.I.A. Appendix C Sports Cars +1600 cc), Bridgehampton, wurde 1964 in zwei Läufen ausgefahren. Am 19. September gingen die Fahrzeuge der Klassen bis 2-Liter-Hubraum an den Start. Einen Tag später, am 20. September, fuhren die GT-Rennwagen bis und über 3-Liter-Hubraum ihr Rennen aus. 

## Das Rennen
Das Rennen der GT-Fahrzeuge endete mit einer Überraschung. Gegen die starke Konkurrenz der Ferraris des North American Racing Teams und der Shelby Cobras, die von Carroll Shelby International gemeldet wurden, gewann Walt Hansgen auf einem Scarab.

## Ergebnisse

### Schlussklassement
| 1               | SR/P + 1.6 | 90 | Mecom Racing Team          | Walt Hansgen                 | Scarab MK.IV       | 110 |
| 2               | SR/P + 1.6 | 81 | North American Racing Team | Pedro Rodríguez              | Ferrari 275P       | 110 |
| 3               | SR/P + 1.6 | 85 | Scuderia Bear              | Bob Grossman                 | Ferrari 250LM      | 108 |
| 4               | GT + 3.0   | 98 | Shelby American Inc.       | Ken Miles                    | Shelby Cobra       | 107 |
| 5               | SR/P + 1.6 | 82 | North American Racing Team | John Fulp                    | Ferrari 330P       | 107 |
| 6               | GT + 3.0   | 97 | Shelby American Inc.       | Ronnie Bucknum               | Shelby Cobra       | 107 |
| 7               | GT + 3.0   | 96 | Shelby American Inc.       | Bob Johnson                  | Shelby Cobra       | 106 |
| 8               | GT + 3.0   | 60 | Randy Hilton               | Chuck Parsons                | Shelby Cobra       | 102 |
| 9               | GT + 3.0   | 65 | Arthur Harrison            | Pete Harrison                | Shelby Cobra       | 102 |
| 10              | SR/P + 1.6 | 88 | Franklin Wulp              | Eno DePasquale               | Genie              | 100 |
| 11              | GT + 3.0   | 94 | Shelby American Inc.       | John Frietas John Morton     | Shelby Cobra       | 99  |
| 12              | SR/P + 1.6 | 86 | Greenwich Autos            | Sherman Decker               | Cooper T61         | 98  |
| 13              | SR/P + 1.6 | 77 | Stephen McClellan          | Stephen McClellan Tom Pietre | Ferrari Dino 196SP | 98  |
| 14              | GT + 3.0   | 69 | Hi-Speed Power Equipment   | Frank Dominianni             | Chevrolet Corvette | 97  |
| 15              | SR/P + 1.6 | 74 | Herb Wetanson              | Herb Wetanson                | Porsche 356RS      | 86  |
| 16              | GT + 3.0   | 61 | Star Chevrolet             | Skip Sofield Tom McNeill     | Chevron B21/23     | 85  |
| Ausgefallen     |            |    |                            |                              |                    |     |
| 17              | SR/P + 1.6 | 80 | North American Racing Team | Ludovico Scarfiotti          | Ferrari 330P       | 105 |
| 18              | GT 3.0     | 31 | Volvo Imports Inc.         | Art Riley                    | Volvo P1800        | 53  |
| 19              | SR/P + 1.6 | 87 | William Wonder             | William Wonder               | Ferrari 330P       | 50  |
| 20              | SR/P 1.6   | 76 | Al Pease                   | Al Pease                     | MGB                | 48  |
| 21              | GT + 3.0   | 95 | Shelby American Inc.       | Charlie Hayes                | Shelby Cobra       | 48  |
| 22              | GT + 3.0   | 99 | Shelby American Inc.       | Ed Leslie                    | Shelby Cobra       | 48  |
| 23              | GT + 3.0   | 66 | Stan Sherman               | Stan Sherman                 | Chevrolet Corvette | 37  |
| 24              | GT + 3.0   | 63 | Kenneth Hablow             | John Caley Allan R. Wylie    | Chevrolet Corvette | 36  |
| 25              | GT + 3.0   | 51 | Donald Healey America      | John Colgate                 | Austin-Healey 3000 | 18  |
| 26              | GT + 3.0   | 62 | Harold Keck                | Harold Keck                  | Shelby Cobra       | 18  |
| 27              | SR/P + 1.6 | 91 | J. Mecom Racing Team       | Augie Pabst                  | Ferrari 250LM      | 15  |
| 28              | GT + 3.0   | 66 | Lew Florence               | Lew Florence                 | Shelby Cobra       | 14  |
| Nicht gestartet |            |    |                            |                              |                    |     |
| 29              | GT 3.0     | 50 | Mike Gammino               | Mike Gammino                 | Ferrari 250 GTO    | 1   |
| 30              | SR/P + 1.6 | 75 | Joe Buzzetta               | Joe Buzzetta Bill Wuesthoff  | Elva Mk.7          | 2   |

1 nicht gestartet
2 nicht gestartet

### Nur in der Meldeliste
Hier finden sich Teams, Fahrer und Fahrzeuge, die ursprünglich für das Rennen gemeldet waren, aber aus den unterschiedlichsten Gründen daran nicht teilnahmen. 
| Pos. | Klasse   | Nr. | Team           | Fahrer                      | Chassis         |
| ---- | -------- | --- | -------------- | --------------------------- | --------------- |
| 31   | GT + 2.0 | 52  | Tom Fleming    | Tom Fleming Ray Heppenstall | Ferrari 250 GTO |
| 32   | GT + 2.0 | 53  | Walter Luftman | Walter Luftman              | Ferrari 250 GTO |

### Klassensieger
| Klasse     | Fahrer       | Fahrzeug     | Platzierung im Gesamtklassement |
| ---------- | ------------ | ------------ | ------------------------------- |
| SR/P + 1.6 | Walt Hansgen | Scarab       | Gesamtsieg                      |
| GT + 3.0   | Ken Miles    | Shelby Cobra | Rang 4                          |

### Renndaten
- Gemeldet: 32
- Gestartet: 28
- Gewertet: 16
- Rennklassen: 2
- Zuschauer: 15000
- Wetter am Renntag: kalt und dissig
- Streckenlänge: 4,603 km
- Fahrzeit des Siegerteams: 3:20:54,100 Stunden
- Gesamtrunden des Siegerteams: 110
- Gesamtdistanz des Siegerteams: 506,300 km
- Siegerschnitt: 151,208 km/h
- Pole Position: Ludovico Scarfiotti - Ferrari 330P (#80) - 1.43.000 - 160,872 km/h
- Schnellste Rennrunde: Walt Hansgen - Scarab MK.IV (#90) 1.44.600 - 158,411 km/h
- Rennserie: 19. Lauf zur Sportwagen-Weltmeisterschaft 1964